# Prosti slog
Prosti slog je plavalna disciplina, v kateri lahko plavalec plava kakorkoli. Izjemi sta mešano plavanje in mešana štafeta, kjer prosto pomeni kakorkoli razen hrbtno, prsno ali delfin. Zmotno velja prapričanje, da prosti slog pomeni kravl. Nikakor ne gre za sinonima, saj je prosti slog plavalna disciplina, pri kateri se najpogosteje plava plavalna tehnika kravla.